# Fontein (Aruba)

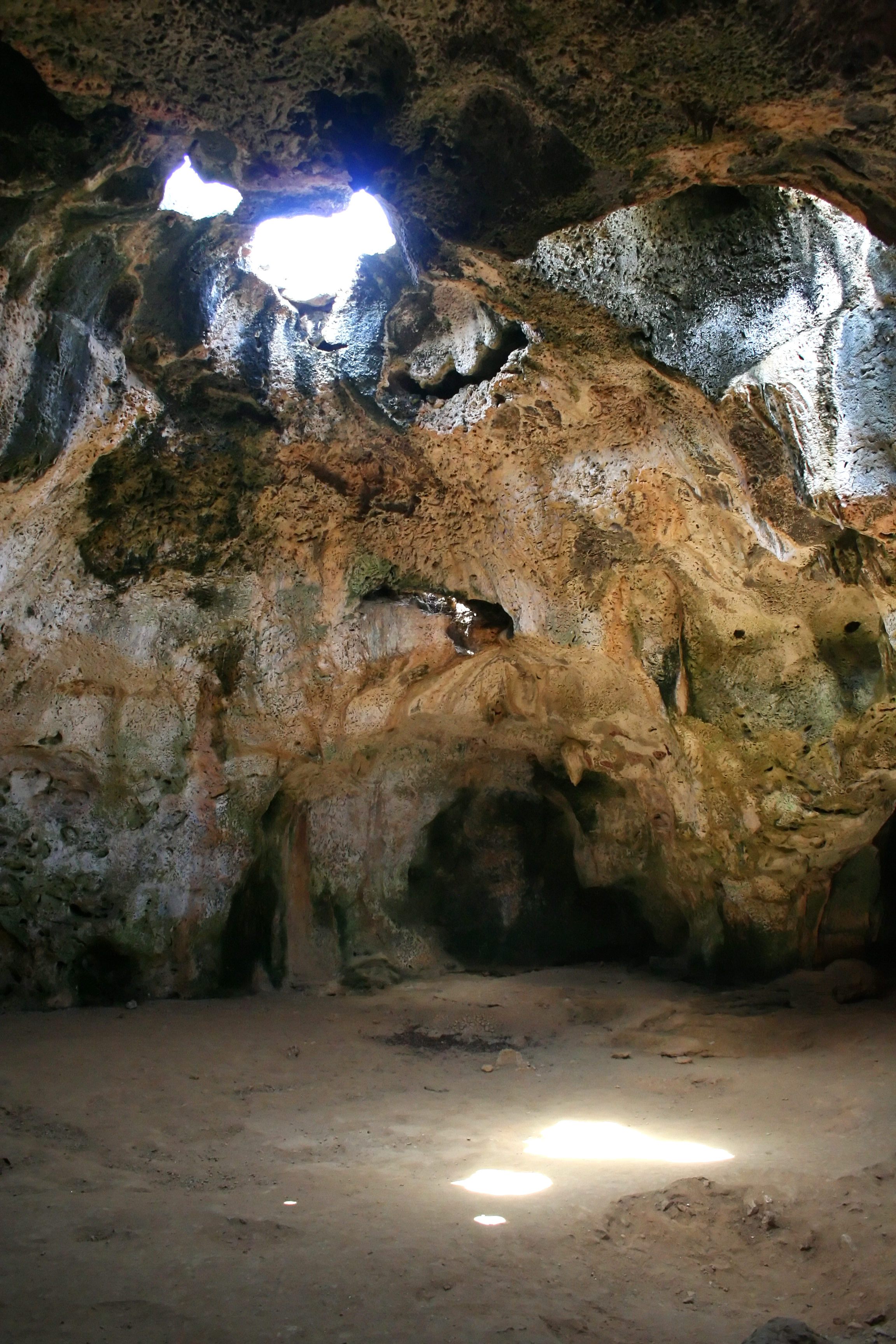
Grotten in Fontein

Fontein is een grot op het Nederlandse eiland Aruba. De grot ligt op enkele kilometers van het Daimari aan de oostkust van het eiland, en is onderdeel van het Nationaal park Arikok. De grot was door inheemsen gebruikt die rotstekeningen hebben achtergelaten.